# 1955 في الأرجنتين
فيما يلي قوائم الأحداث التي وقعت خلال عام 1955 في الأرجنتين.

## سياسة

### تعيين في المنصب
- 13 نوفمبر – بيدرو أوخينيو أرامبورو رئيس الأرجنتين.

### انتهاء فترة المنصب
- 21 سبتمبر – خوان بيرون رئيس الأرجنتين.
- 21 سبتمبر – كارلوس خواريز عضو مجلس الشيوخ الأرجنتيني.

## رياضة
- 16 يناير – جائزة الأرجنتين الكبرى 1955 الفائز خوان مانويل فانجيو.

## مواليد

### فبراير
- 16 فبراير – ميغيل زافاليتا فنان أرجنتيني.
- 17 فبراير – مارسيلو تروبياني مدرب، ولاعب كرة قدم أرجنتيني.

### مارس
- 14 مارس – دانييل بيرتوني لاعب كرة قدم أرجنتيني.
- 17 فبراير – مارسيلو تروبياني مدرب، ولاعب كرة قدم أرجنتيني.
- 21 يوليو – مارسيلو بيلسا لاعب كرة قدم أرجنتيني.

### أبريل
- 25 أبريل – أميريكو غاليغو لاعب كرة قدم أرجنتيني.
- 30 أبريل – خوليو كوبوس سياسي أرجنتيني.

### يونيو
- 16 يونيو – جيسوس رودريغيز سياسي أرجنتيني.

### يوليو
- 21 يوليو – مارسيلو بيلسا لاعب كرة قدم أرجنتيني.

### سبتمبر
- 21 سبتمبر – مرسيدس موران ممثلة أرجنتينية.

### أكتوبر
- 3 أكتوبر – خوسيه دانييل فالنسيا لاعب كرة قدم أرجنتيني.
- 4 أكتوبر – خورخي فالدانو مدرب، ولاعب كرة قدم أرجنتيني.

### نوفمبر
- 16 نوفمبر – هيكتور كوبر مدرب منتخب مصر لكره القدم.

### ديسمبر
- 3 ديسمبر – ألبرتو تارانتيني لاعب كرة قدم أرجنتيني.
- 18 ديسمبر – بوي أولمي ممثل أرجنتيني.
- 29 ديسمبر – فيديريكو بينيدو سياسي أرجنتيني.

## وفيات

### يناير
- 12 يناير – رامون موتيس (مواليد 1899) لاعب كرة قدم أرجنتيني.